# NGC 4185
NGC 4185 est une vaste galaxie spirale située dans la constellation de la Chevelure de Bérénice. NGC 4185 a été découverte par l'astronome germano-britannique William Herschel en 1785.

## Caractéristiques
La classe de luminosité de NGC 4180 est II-III et elle présente une large raie HI. Selon la base de données Simbad, NGC 4185 est une galaxie LINER, c'est-à-dire une galaxie dont le noyau présente un spectre d'émission caractérisé par de larges raies d'atomes faiblement ionisés.

### Distance
Sa vitesse par rapport au fond diffus cosmologique est de 4 178 ± 21 km/s, ce qui correspond à une distance de Hubble de 61,6 ± 4,3 Mpc (∼201 millions d'al).
À ce jour, trois mesures non basées sur le décalage vers le rouge (redshift) donnent une distance de 65,800 ± 0,173 Mpc (∼215 millions d'al), ce qui est à l'intérieur des valeurs de la distance de Hubble.

## Supernova
La supernova SN 1982C a été découverte le 22 mars 1982 dans NGC 4185 par l'astronome hongrois Miklós Lovas. Cette supernova était de type Ia.

## Groupe de NGC 4185
NGC 4185 est la plus vaste galaxie d'un groupe qui porte son nom, le groupe de NGC 4185. Les membres du groupe sont dans l'ordre de la liste de Garcia NGC 4131, NGC 4134, NGC 4169, NGC 4174, NGC 4175, NGC 4185, NGC 4196, NGC 4253, NGC 4132, MCG 5-29-24, MCG 5-29-35, UGC 7221 et UGC 7294.
Dans un article publié en 1998, Abraham Mahtessian mentionne aussi l'existence de ce groupe, mais les cinq dernières galaxies de la liste de Garcia n'y sont pas.